# Cobatillas (Teruel)

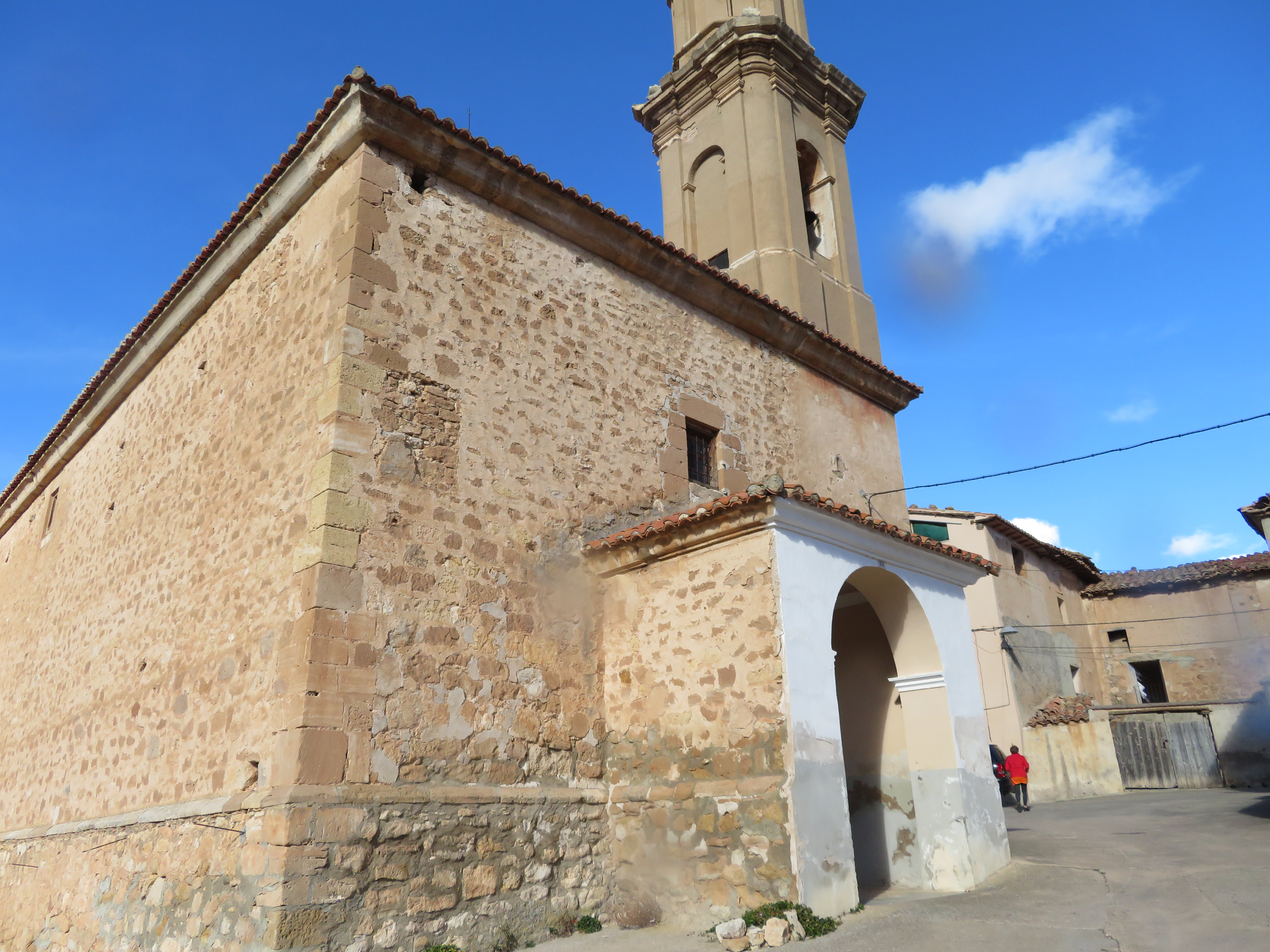
Parroquia de la Inmaculada de Cobatillas, pueblo de las Cuencas Mineras (Teruel, Aragón).

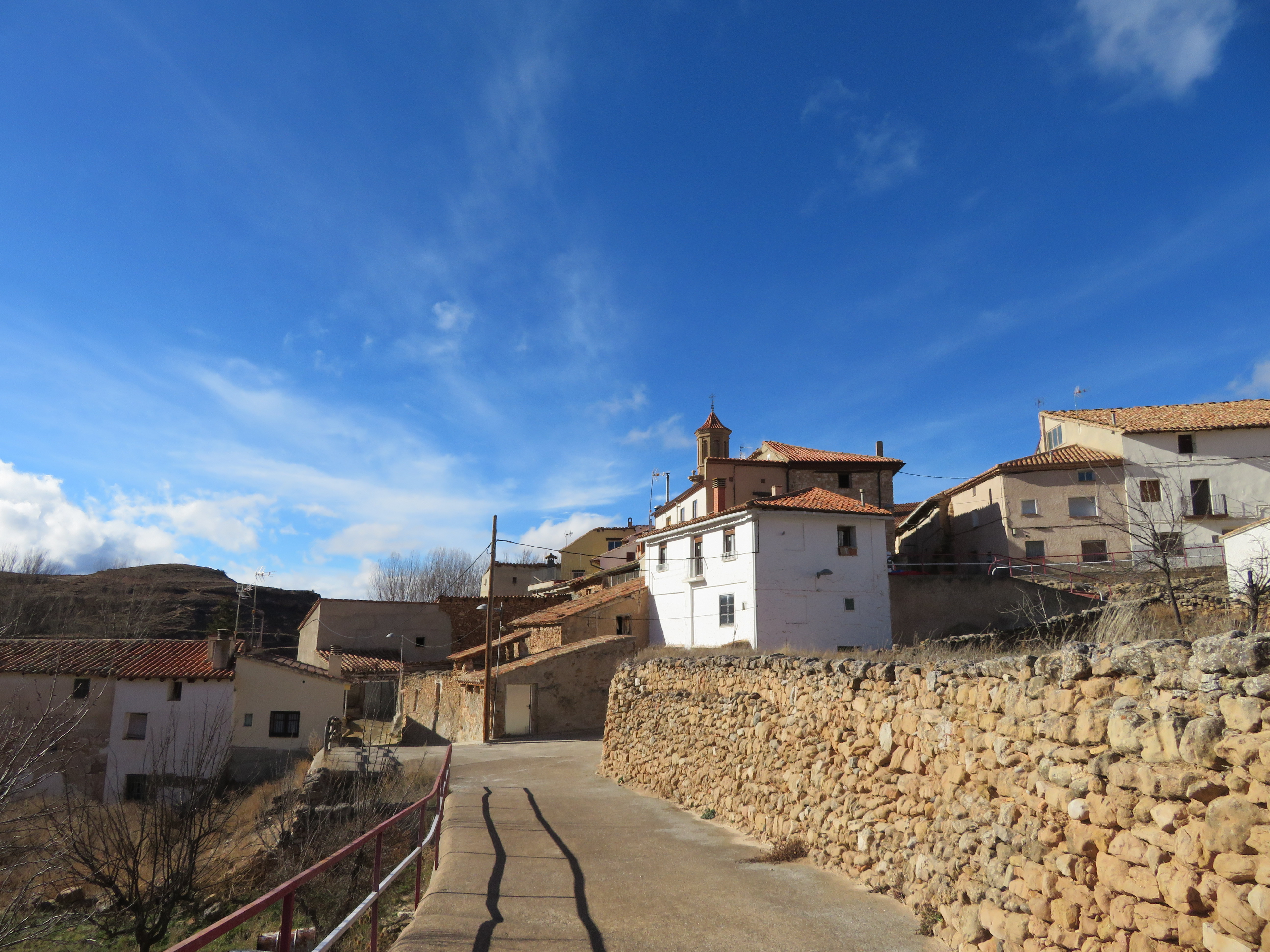
Cobatillas, Hinojosa de Jarque, Cuencas Mineras.

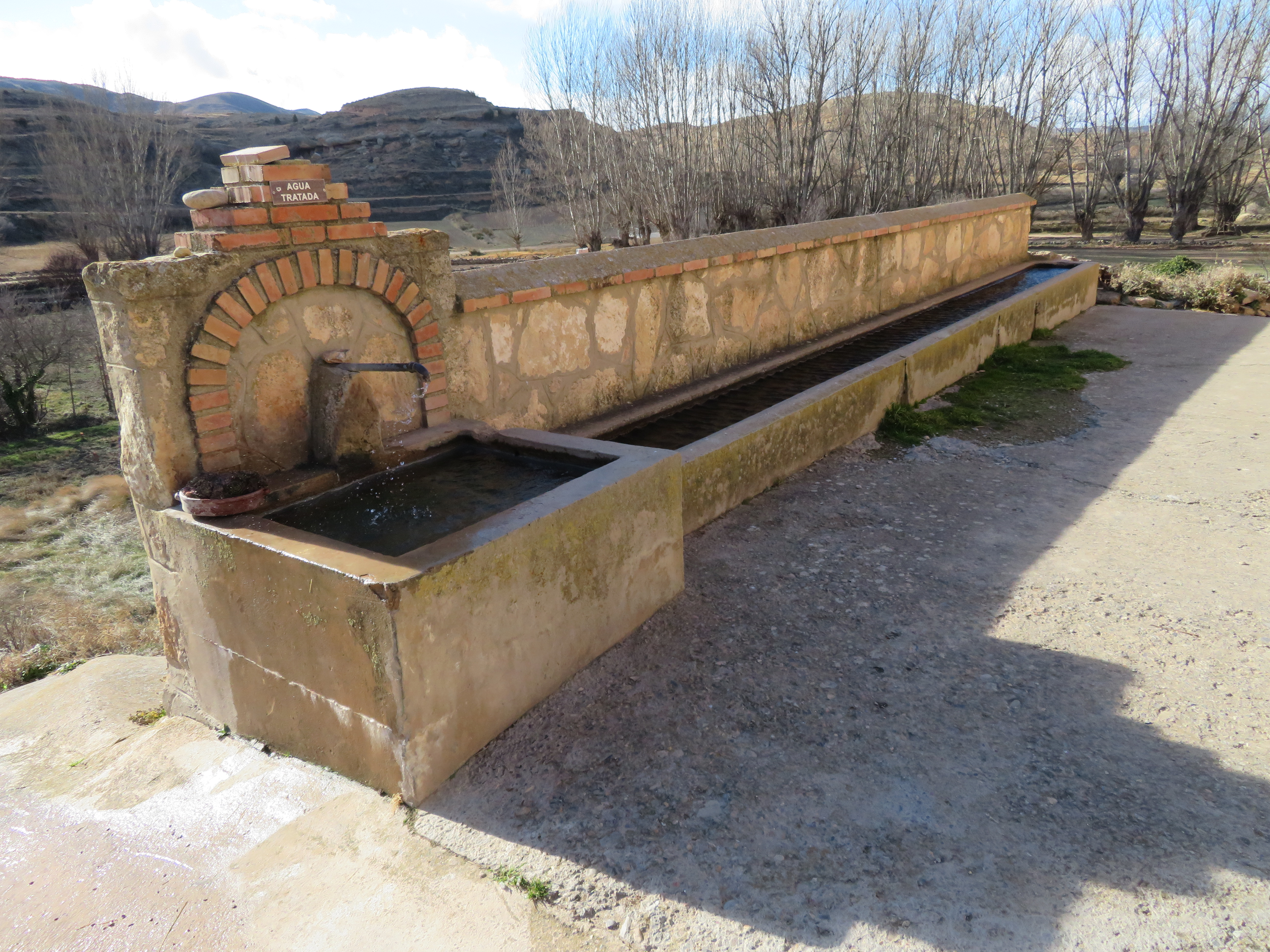
Cobatillas.

Las Cuevas del Rocín o Cobatillas es un pueblo de las Cuencas Mineras (Teruel, Aragón), perteneciente al municipio de Hinojosa de Jarque.

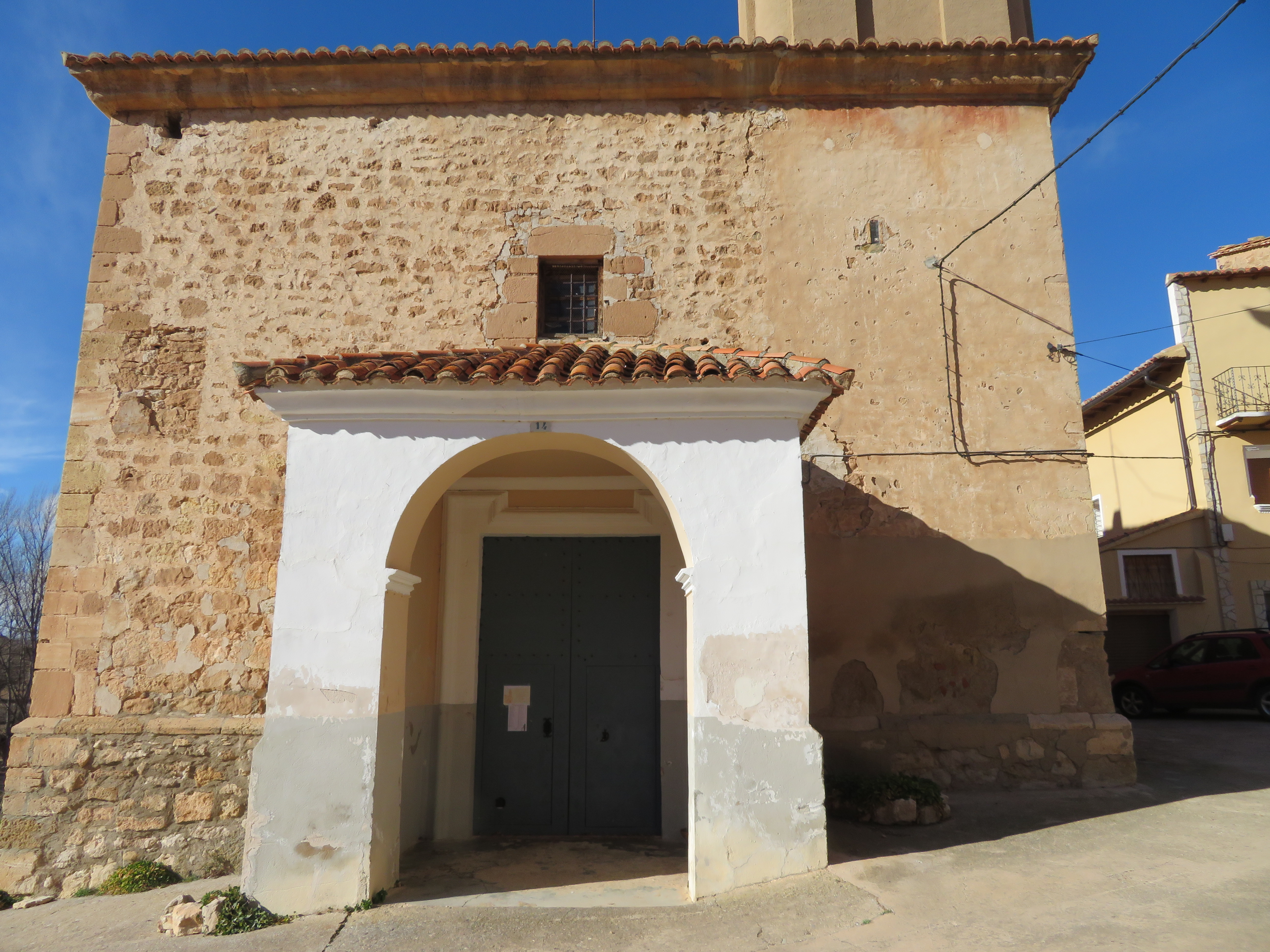
Parroquia de la Inmaculada de Cobatillas-Hinojosa de Jarque pueblos de las Cuencas Mineras (Teruel).

## Geografía
Es un lugar de interés geológico por sus antiguos abanicos aluviales muy claros en un área compuesta mayormente por piedra conglomerada.

## Toponimia
En los textos medievales se le denominaba Cuevas del Rocin, aunque hoy se llama Cobatillas. Es un fenómeno común en muchos topónimos de la provincia de Teruel, donde pueblos pequeños han añadido a su topónimo un diminutivo con los sufijos -uel(el)/-huela, (Nogueruelas, La Iglesuela, Ferreruela, Cerveruela, Mosqueruela, etc.), o -iello/illo, (Campillo, Gasconilla, Torrecilla, etc.).

## Geografía humana

### Demografía
| Gráfica de evolución demográfica de Cobatillas entre 1842 y 1970 |
| |
| Población de derecho según los censos de población del INE Población de hecho según los censos de población del INEEn estos censos se denominaba Covatillas: 1842 y 1857 Entre el censo de 1981 y el anterior, este municipio desaparece porque se integra en el municipio 44123 (Hinojosa de Jarque) |

## Fiestas
Las fiestas patronales de Cobatillas son en honor a Santa Quiteria el día 22 de mayo.

## Costumbres
Baile de la zorra. Cuajada de rana. Las enramadas.